# Olimpíades Obreres
Les Olimpíades Obreres van ser una sèrie d'esdeveniments esportius de caràcter fonamentalment obrer celebrats a principis del segle xx, entre els anys 1925 i 1937. Van sorgir com a reacció de diverses organitzacions d'extrema esquerra a les competicions federades, les quals eren desenvolupades per clubs i federacions esportives considerades com sectors elitistes de la societat. Van ser també una reacció al moviment olímpic que consideraven polititzat al servei dels nacionalismes, i la competitivitat i mercantilització del qual contradeien l'esperit de l'esport que propugnaven.

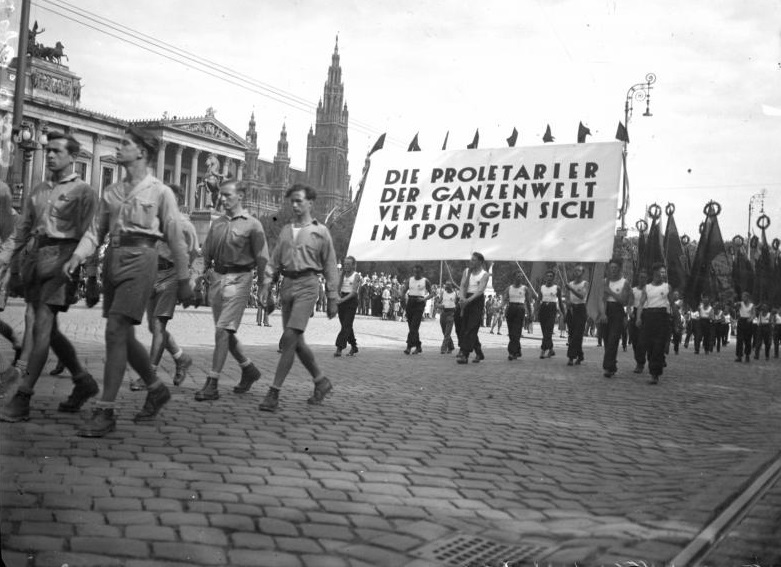
Acte inaugural Viena 1931

La seva intenció era promoure l'esport i l'amistat bo i essent una iniciativa organitzada per la classe treballadora. El seu propòsit era no reproduir les rivalitats nacionals per mitjà d'una guerra esportiva, com consideraven que es feia als Jocs Olímpics, sinó enaltir la solidaritat i la fraternitat en l'esport. Per a això es cantava La Internacional i no els himnes nacionals, i l'única bandera representativa era la bandera roja, tradicional símbol del moviment obrer i socialista.
La seva organització estava a càrrec de la Internacional Esportiva Obrera Socialista (SWSI, en les seves sigles en anglès). Entre els esports que hi participaven estaven el futbol, la gimnàstica, el ciclisme i l'atletisme.

## Olimpíades Obreres disputades

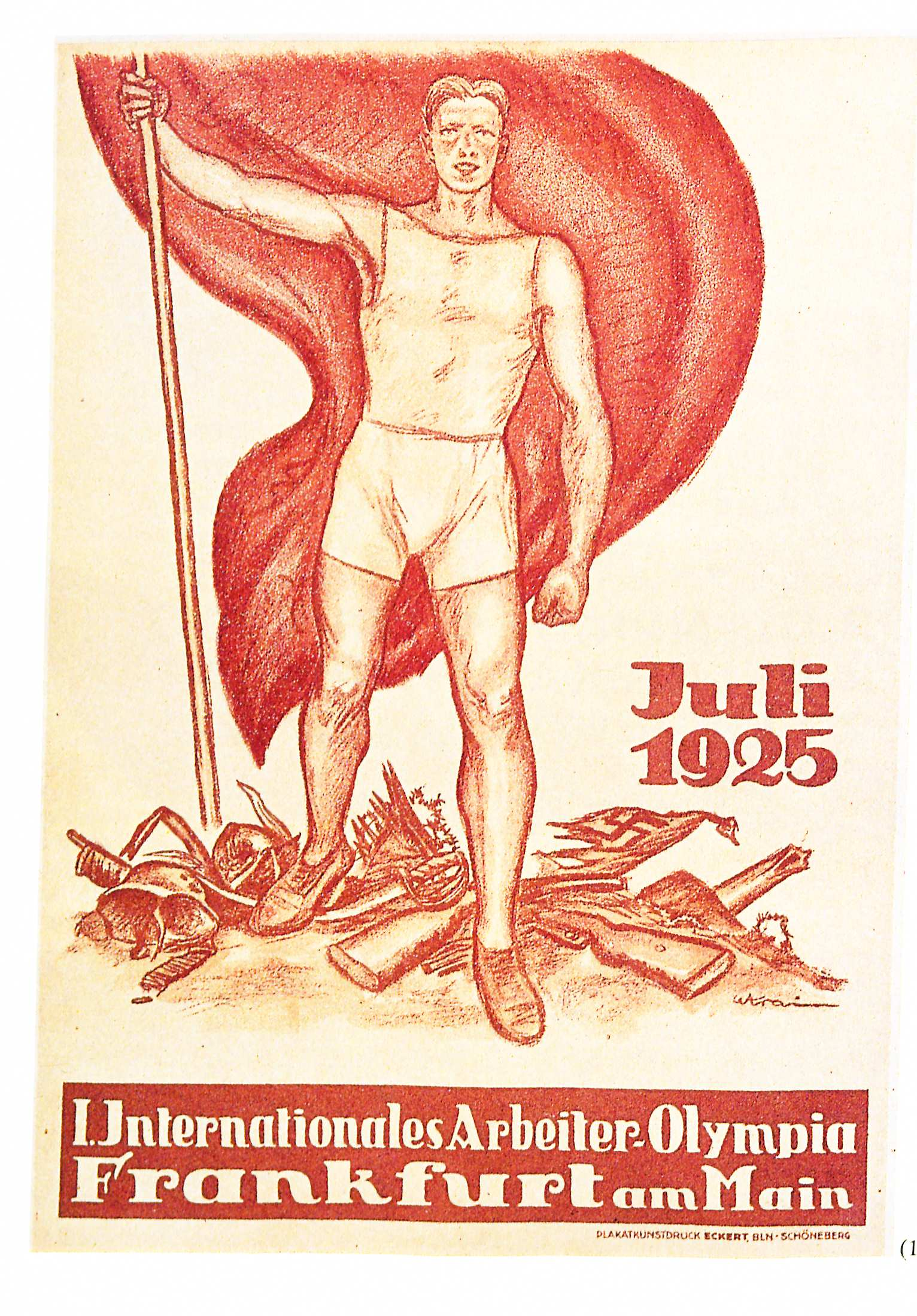

### Edicions d'estiu
| Edició | Any  | Seu       | Dates                                | Països                               |
| ------ | ---- | --------- | ------------------------------------ | ------------------------------------ |
| 0      | 1921 | Praga     | 26 a 29 de juny de 1921              | 13                                   |
| I      | 1925 | Frankfurt | 24 a 28 de juliol de 1925            | 11                                   |
| II     | 1931 | Viena     | 19 a 26 de juliol de 1931            | 26                                   |
| III    | 1937 | Anvers    | 25 de juliol a 1 d'agost de 1937     | 15                                   |
| IV     | 1943 | Hèlsinki  | Cancel·lat per la II Guerra Mundial. | Cancel·lat per la II Guerra Mundial. |

### Edicions d'hivern
| Edició | Any  | Seu          | Dates                             | Països |
| ------ | ---- | ------------ | --------------------------------- | ------ |
| I      | 1925 | Schreiberhau | 31 de gener a 2 de febrer de 1925 | 4      |
| II     | 1931 | Mürzzuschlag | 5-8 de febrer de 1931             | 7      |
| III    | 1937 | Janské Lázně | 18-21 de febrer de 1937           | 7      |

L'edició de 2021 a Praga no va ser afavorida per cap Internacional Obrera, per la qual cosa no sol ser computada com a oficial.
A l'edició de 1937 a Anvers hi va ser convidada la Unió Soviètica i es va homenatjar l'arribada de la delegació republicana atès que, arran del cop d'estat feixista del 18 del juliol del 1936 havia començat la Guerra Civil espanyola.
Es va planificar la realització de la V Olimpíada Obrera de 1943 a Hèlsinki però no es va arribar a realitzar. També es va planificar la celebració de l'Olimpíada Popular a Barcelona entre els dies 19 i 26 de juliol de 1936, on participarien les organitzacions associades a la SWSI i a la Internacional Esportiva Roja (Sportintern), però va haver de ser suspesa en començar la Guerra Civil.
La Sportintern, organisme comunista rival de la SWSI, va organitzar 2 Espartaquíades internacionals: a Moscou el 1928 i a Berlín el 1931.